# Milan Vader
Milan Vader (Middelburg, 18 febbraio 1996) è un mountain biker e ciclista su strada olandese che corre per il Q36.5 Pro Cycling Team. Professionista su strada dal 2022, nel 2023 ha vinto il Tour of Guangxi, gara a tappe del calendario World Tour.

## Palmarès

### Strada
- 2023 (Jumbo-Visma, due vittorie)

4ª tappa Tour of Guangxi (Nanning > Nongla)
Classifica generale Tour of Guangxi

#### Altri successi
- 2023 (Jumbo-Visma)

Classifica scalatori Okolo Slovenska

### Mountain bike
- 2013 (Juniores)

Campionati olandesi, Cross country Junior
- 2014

Benelux cup, Juniores (Zoetermeer)
- 2015

Campionati olandesi, Cross country Under-23
Gold Trophy Sabine Spitz, Cross country Under-23 (Bad Säckingen)
- 2016

Campionati olandesi, Cross country Under-23
7ª prova Benelux Cup, Cross country (Sittard-Geleen)
- 2017

Vulkan Race Gedern, Cross country (Gedern)
7ª prova Benelux Cup, Cross country (Sittard)
- 2018

1ª prova National Cross Country Series (Sherwood Pines)
4ª prova 3 Nations Cup, Cross country (Eupen)
7ª prova 3 Nations Cup, Cross country (Spaarnwoude)
8ª prova 3 Nations Cup, Cross country (Houffalize)
XCS Stage Race, Cross country (Kos)
- 2019

Vulkan Race Gedern, Cross country (Gedern)
5ª prova 3 Nations Cup, Cross country (Houffalize)
Campionati olandesi, Cross country Elite
Watersley, Cross country (Sittard)
- 2020

1ª prova Coppa di Francia, Cross country (Alpe d'Huez)
2ª prova 3 Nations Cup, Cross country (Spaarnwoude)
Campionati olandesi, Cross country Elite
- 2021

4ª prova 3 Nations Cup, Cross country (Spaarnwoude)
Campionati olandesi, Cross country Elite

### Ciclocross
- 2014

Kasteelcross, (Vorden), Juniores

## Piazzamenti

### Grandi Giri
- Giro d'Italia

2025: 80º

### Classiche monumento
- Milano-Sanremo

2025: 96º
- Liegi-Bastogne-Liegi

2024: 90º
2025: 77º

### Competizioni mondiali
- Campionati del mondo di mountain bike[1]

Pietermaritzburg 2013 - Cross country Junior: ritirato
Lillehammer-Hafjell 2014 - Cross country Junior: 4º
Vallnord 2015 - Cross country Under-23: 13º
Nové Město na Moravě 2016 - Cross country Under-23: 8º
Cairns 2017 - Cross country Under-23: 5º
Lenzerheide 2018 - Cross country Under-23: 25º
Mont-Sainte-Anne 2019 - Staffetta a squadre: 10º
Mont-Sainte-Anne 2019 - Cross country Elite: ritirato
Leogang 2020 - Cross country Elite: 23º
Val di Sole 2021 - Cross country Elite: 10º
- Giochi olimpici

Tokyo 2020 - Cross country: 10º

### Competizioni continentali
- Campionati europei di mountain bike[1]

Berna 2013 - Cross country Junior: 9º
St. Wendel 2014 - Cross country Junior: 3º
Chies d'Alpago 2015 - Staffetta a squadre: 7º
Chies d'Alpago 2015 - Cross country Under-23: 9º
Huskvarna 2016 - Staffetta a squadre: 8º
Huskvarna 2016 - Cross country Under-23: 6º
Darfo Boario Terme 2017 - Cross country Under-23: 10º
Graz 2018 - Cross country Under-23: 3º
Brno 2019 - Staffetta a squadre: 7º
Brno 2019 - Cross country Elite: 3º
Monte Tamaro 2020 - Cross country Elite: 13º
Krynica-Zdrój 2023 - Cross country Elite: 46º (valido per Giochi europei)